# Oberndorf (Altomünster)
Oberndorf ist ein Ortsteil des Marktes Altomünster im oberbayerischen Landkreis Dachau. Am 1. Januar 1976 kam der Weiler Oberndorf als Ortsteil von Oberzeitlbach zu Altomünster.

## Geschichte
Um 1260 erscheint der Ort erstmals im Güterverzeichnis des Klosters Altomünster.

## Sehenswürdigkeiten

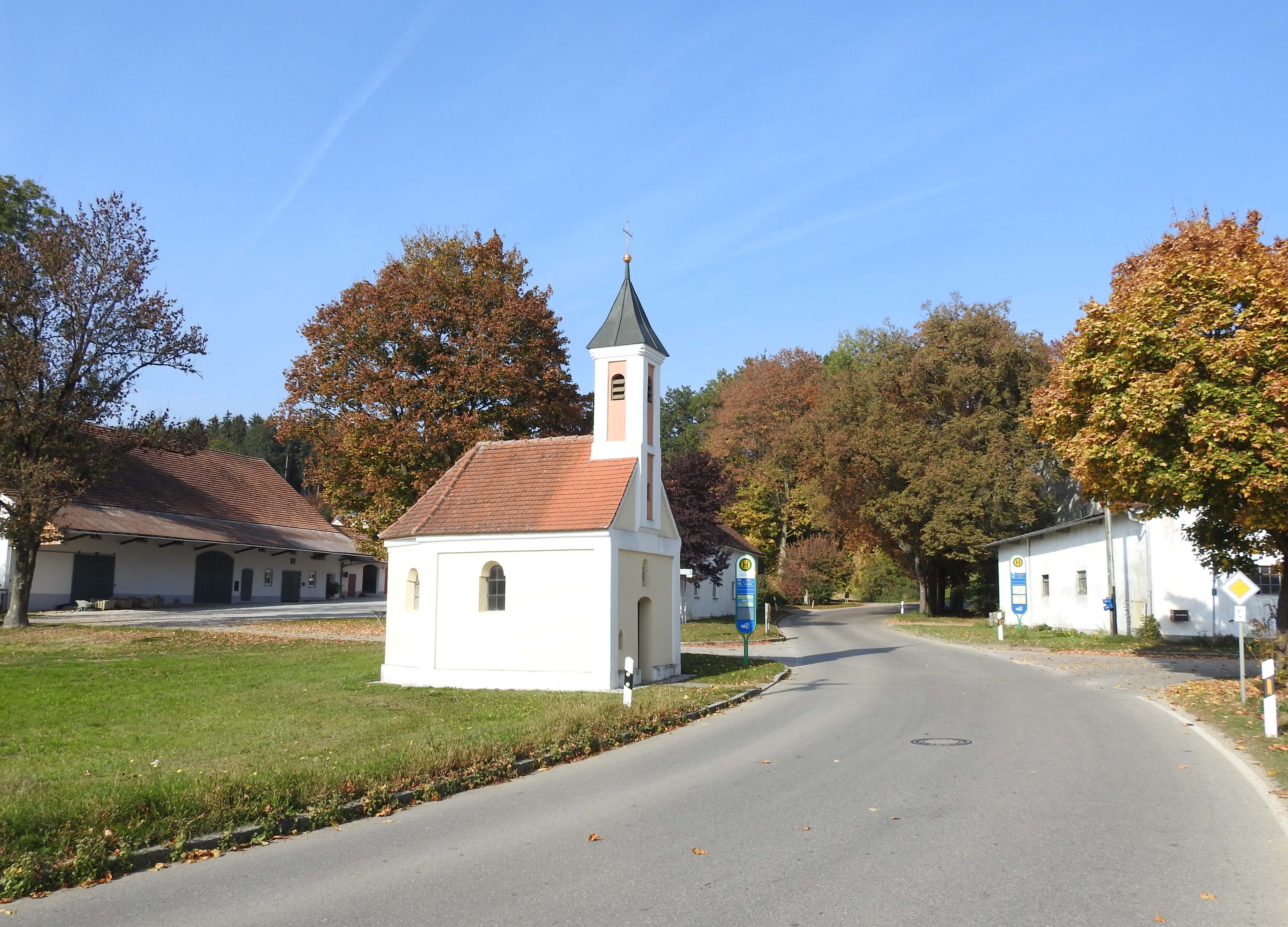
Marienkapelle

- Marienkapelle, erbaut im 18. Jahrhundert